# Sông Cam Lộ
Sông Cam Lộ là dòng thượng nguồn của Sông Hiếu trong hệ thống sông Thạch Hãn. Sông Cam Lộ chảy ở các huyện Hướng Hóa, Đakrông, Gio Linh và Cam Lộ tỉnh Quảng Trị, Việt Nam.

## Dòng chảy
Sông Cam Lộ bắt nguồn từ hợp lưu các suối ở phần bắc của xã Hướng Sơn, huyện Hướng Hóa, chảy uốn lượn về đông nam 16°50′23″B 106°38′30″Đ / 16,83972°B 106,64167°Đ.
Sau đó sông là ranh giới hai huyện Đakrông và Gio Linh. Sang huyện Cam Lộ sông chảy theo hướng đông, đến xã Cam Thành thì gọi là Sông Hiếu. Sông Hiếu chảy về đông – đông bắc, qua thị xã Đông Hà thì đổ vào sông Thạch Hãn.